# Альфавіцький Андрій Романович
Альфавіцький Андрій Романович (Відомий за псевдонімом «Альфа») — барабанщик із стажем понад 30 років, грав у багатьох рок-групах Львова, брав участь багатьох музичних фестивалях, для Андрія в першу чергу музика це стан душі.

## Історія
Альфавіцький Андрій Романович народився у місті Львові 27 травня 1972 року, навчався в середньо загально освітній школі № 31 м. Львова.
В дитинстві Андрій багато малював йому це дуже подобалося, він хотів стати художником, але в п'ятому класі почав ходити в музичну школу на трубу, через те, що його батько який був не професійним музикантом, він мріяв, щоб син став професійним військовим музикантом, тому було прийнято рішення віддати Андрія в музичну школу. Батько помирає у віці 45 років на саме Різдво у 1986 році. Брат Андрія, Мирон на той момент служив в армії, весною брат повертається з армії, він допомагає втілити мрію покійного батька. Мирон до армії професійно займався музикою, серед друзів він мав військових музикантів надстроковиків, які допомогли Андрію після закінчення школи попасти у військовий оркестр в частину яка розташована на вулиці Стрийській, на той момент йому було 15 років. В оркестрі Андрій був вихованцем, і вчився грати на трубі в наставника.
Коли у військовій частині проводили конкурс, Андрій взяв участь у конкурсі, та відмінно зіграв 2 п'єси, в результаті цього був переведений в найпрестижніший на той час оркестр «Прикарпатського військового округу».
Через деякий час Андрія йде на обстеження де виявили проблеми зі здоров'ям, та назначили лікування.
Лікування тривало два тижні після чого він продовжує навчатися в оркестрі. В скорі Андрія повторно відправляють у госпіталь через проблеми зі здоров'ям, по закінченню лікування диригент оркестру запропонував перевестися з труби на ударні, бо з виразкою небезпечно грати на трубі. Андрій вирішує дослухатися до поради та переводиться на ударні, де його навчали професійні ударники понад рік.
У віці сімнадцяти років його комісували з армії через проблеми зі здоров'ям.
У 1989 році Михайло Непюк запросити Андрія в групу з двох чоловік, він та Неборак Олександр Володимирович, тому, що Михайла повинні були забрати до армії, він хотів, щоб Андрій підмінив його на період служби. Після того, як Михайло повернувся з армії, вже була створена група з чотирьох осіб (двох гітаристів, бас-гітариста та ударні), група отримала назву «Неборак-рок-бенд».

## Діяльність музиканта
«Неборак-рок-бенд» (Павло Содомора, бас-гітара; Святослав Козак, пізніше Олександр Бригадир, соло-гітара; Андрій Альфавіцький, бубни). У 1992 гурт був учасником фестивалю альтернативної культури «Вивих». У 1993 «Неборак-рок-бенд» увійшов до числа фіналістів всеукраїнського конкурсу «Червона рута».
2010 року стараннями друзів-музикантів і в оформленні художника Мирослава Ягоди вийшов у світ аудіодиск «Неборак-рок-бенд. Непереживане».
В усіх своїх телепроєктах Олександр послідовно висвітлював феномен сучасної української рок-музики, розповідав про її творців.
«Дивні» склад групи (Віталій Боднар, Богдан Стадник, Андрій Альфавіцький). Дивні були учасниками багатьох фестивалях, зокрема, «Червона Рута», «Рок-Екзистенція», «Остання Барикада», «Лемківська Ватра». Також виходили на сцену фестивалів «Славське Рок», «Підкамінь (фестиваль)», «Левада-Дністер», та інших.
«Дивні» виконували музичний супровід музичній групі Товариства «Патріот України», при записі на студіях «ВЕЖА» альбому «Наші».
У березні 2009 року «Дивні» взяли участь у проекті «Наш Івасюк» та виконали декілька пісень Івасюка на концерті у Львівській Опері.
Також «Дивні» були учасниками творчого колективу фільму «Срібна Земля». Гурт виконав пісню «Я до леса не піду», що ввійшла до музичної збірки «Музика Срібної Землі».
Фронтмен гурту взяв участь у мистецькому презентованому «Дудариком» проекті «Очі в очі», виступивши у листопаді 2018 з ініціативи Дударика разом з іншими групами, з метою показати музику УСС та УГА сучасних ритмах та стилях.
«Nonsun» група випустила 5 альбомів «Good Old Evil» 2012 року випуску, «Sun Blind Me» 2013 року випуску, «Black Snow Desert» 2016 року випуску, «Black Snow Desert [edition 2018]» 2018 року випуску, «Blood & Spirit» 2022 року випуску.
Також Андрій «Альфа» брав участь у таких гуртах як «Без цукру», кавер бенд «Барви блюзу», «Деінде», «Мертві півні», «Далі…».